# Bahnhof Boxberg-Wölchingen

Der Bahnhof Boxberg-Wölchingen ist der Bahnhof von Boxberg und dessen direkt angrenzendem Stadtteil Wölchingen im Main-Tauber-Kreis in Baden-Württemberg. Er liegt an der Bahnstrecke Mosbach-Neckarelz–Würzburg.

## Geschichte
Die Eisenbahn erreichte Boxberg erstmals am 1. November 1866. Das Stationsgebäude in Boxberg wurde rechtzeitig zur Eröffnung der Strecke fertig gestellt. Der erste Güterzug fuhr ein Jahr später, im Jahre 1867 durch das Umpfertal bei Boxberg. Das Empfangsgebäude ist bis heute in seinem ursprünglichen Zustand weitgehend erhalten geblieben. Von der örtlichen Bevölkerung wurde in den 2010er Jahren mehr Zughalte gefordert. Seit dem 15. Dezember 2019 gibt es einen dreijährigen Probebetrieb mit stündlichen Halten montags bis freitags zwischen Osterburken und Lauda.

## Anlagen
Heute sind nur noch die beiden Streckengleise vorhanden. Personenzüge werden aus Sicherheitsgründen nur noch am Hausbahnsteig abgefertigt, dazu gibt es entsprechende Weichenverbindungen.

## Denkmalschutz
Das Empfangsgebäude befindet sich in der Frankendomstraße in Wölchingen. Das Empfangsgebäude, ein Wärterhaus und die Güterhalle stehen unter Denkmalschutz.